# 弗倫奇村 (密蘇里州)
弗倫奇村（英語：French Village）是位於美國密蘇里州聖弗朗索瓦縣的非建制地區。

## 歷史
弗倫奇村的郵局自1857年營運至今。

## 地理
弗倫奇村所處的海拔為高於海平面274米（即899英呎），而該地所採用的時區為UTC-6，即北美中部時區（CST）。同時該地設有夏令時間，為UTC-6調快一小時，即UTC-5（CDT）。